# Рамчандра Ґанді
Рамчандра Ґанді (9 червня 1937 — 13 червня 2007) — індійський філософ. Він був онуком Магатми Ґанді, сином Девдаса Ґанді та Лакшмі (дочки Раджаджі), а також братом Раджмогана Ґанді, Ґопалкрішни Ґанді та Тари Ґанді.
Рамчандра Ґанді отримав ступінь доктора філософії в Оксфорді, де він був учнем Пітера Стросона. Відомий тим, що заснував кафедру філософії в Гайдарабадському університеті. Він також викладав в Університеті Вісва-Бгараті, Університеті Панджабу, Каліфорнійському інституті інтегральних досліджень у Сан-Франциско, Каліфорнія, та Університеті Банґалора. Він помер в Індійському міжнародному центрі 13 червня 2007 року, через чотири дні після свого 70-річчя.

## Твори
- - The Availability of Religious Ideas (1976)
  - I Am Thou: Meditations on the Truth of India (1984)
  - Sita's Kitchen: A Testimony of Faith and Inquiry (1992)
  - Svaraj: A Journey with Tyeb Mehta's Shantiniketan Triptych (2003)
  - Muniya's Light: A Narrative of Truth and Myth (2005)